# Apheliona bioculata
Apheliona bioculata är en insektsart som först beskrevs av Melichar 1903.  Apheliona bioculata ingår i släktet Apheliona och familjen dvärgstritar. Utöver nominatformen finns också underarten A. b. notata.